# Vergies
Vergies (picardisch: Vérgie) ist eine nordfranzösische Gemeinde mit 178 Einwohnern (Stand 1. Januar 2022) im Département Somme in der Region Hauts-de-France. Die Gemeinde liegt im Arrondissement Amiens (seit 2009) und ist Teil der Communauté de communes Somme Sud-Ouest und des Kantons Poix-de-Picardie.

## Geographie
Die Gemeinde liegt rund neun Kilometer westsüdwestlich von Airaines und 7,5 Kilometer östlich von Oisemont. Zu ihr gehört der Ostteil von Le Fay im Südwesten an der Straße nach Frettecuisse (der andere Teil von Fay gehört zu Frettecuisse).

## Toponymie und Geschichte
Die Gemeinde wird 1180 im Kartular von Sélincourt als Verrisii genannt. Später finden sich Bezeichnungen wie Vergie-le-Fay (von lat. fagus).
Bis ins 16. Jahrhundert war der Ort von den Balleien Airaines und Arguel abhängig. Die Herrschaft huldigte nach Quesnoy-sur-Airaines. Das örtliche Gewohnheitsrecht wurde 1507 fixiert. Am Ende des 19. Jahrhunderts gab es zwei Windmühlen und eine Wanderdestille.

## Einwohner
| 1962 | 1968 | 1975 | 1982 | 1990 | 1999 | 2006 | 2011 | 2018 |
| ---- | ---- | ---- | ---- | ---- | ---- | ---- | ---- | ---- |
| 213  | 203  | 199  | 192  | 153  | 151  | 191  | 193  | 168  |

## Sehenswürdigkeiten
- Mariä-Himmelfahrts-Kirche[1]
- Kapelle Saint-Hubert
- Kapelle in Fay

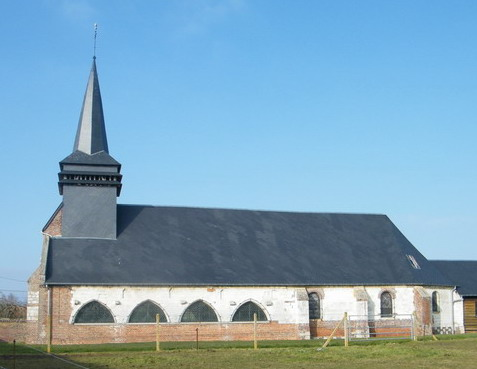
Mariä-Himmelfahrts-Kirche
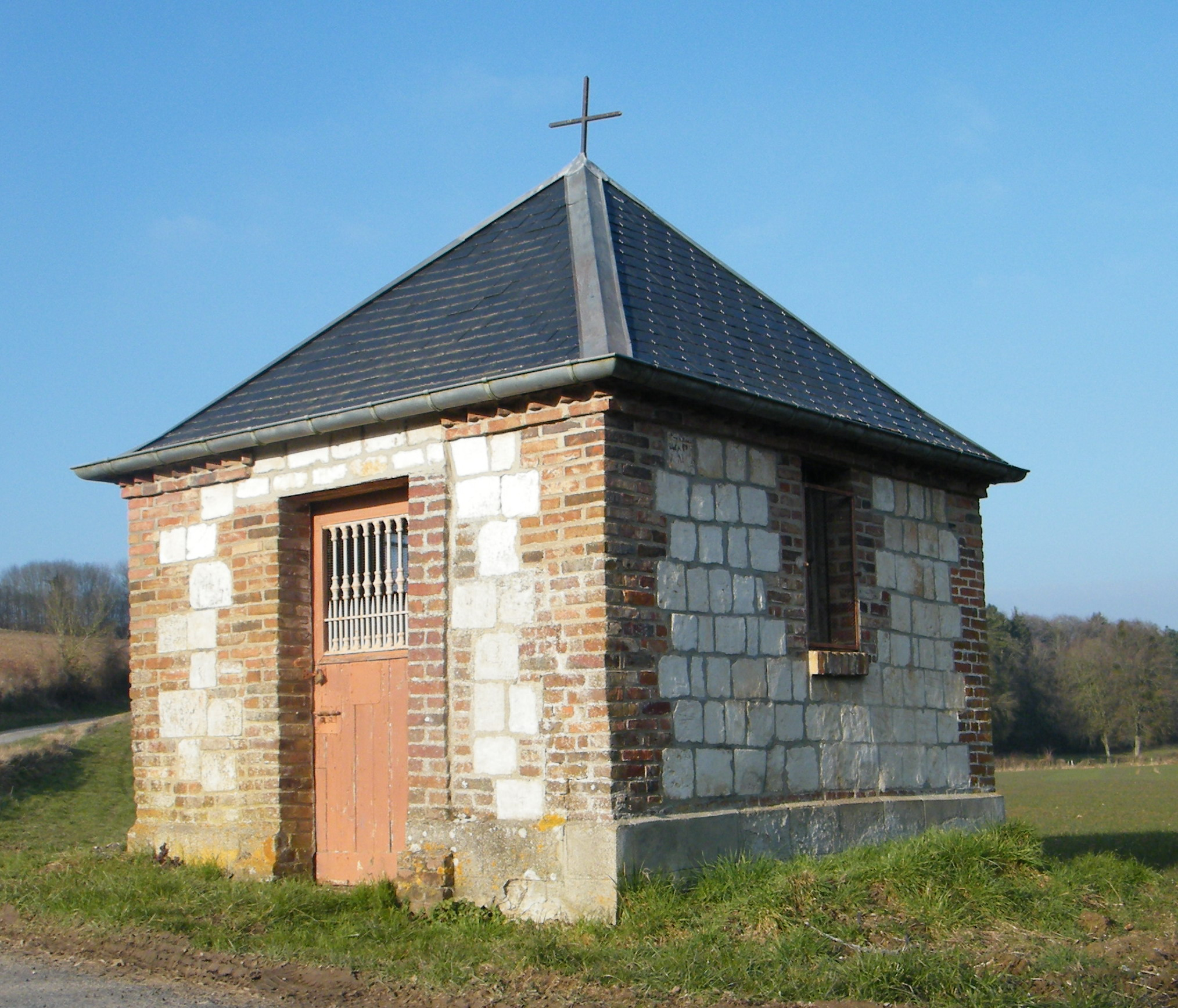
Kapelle Saint-Hubert
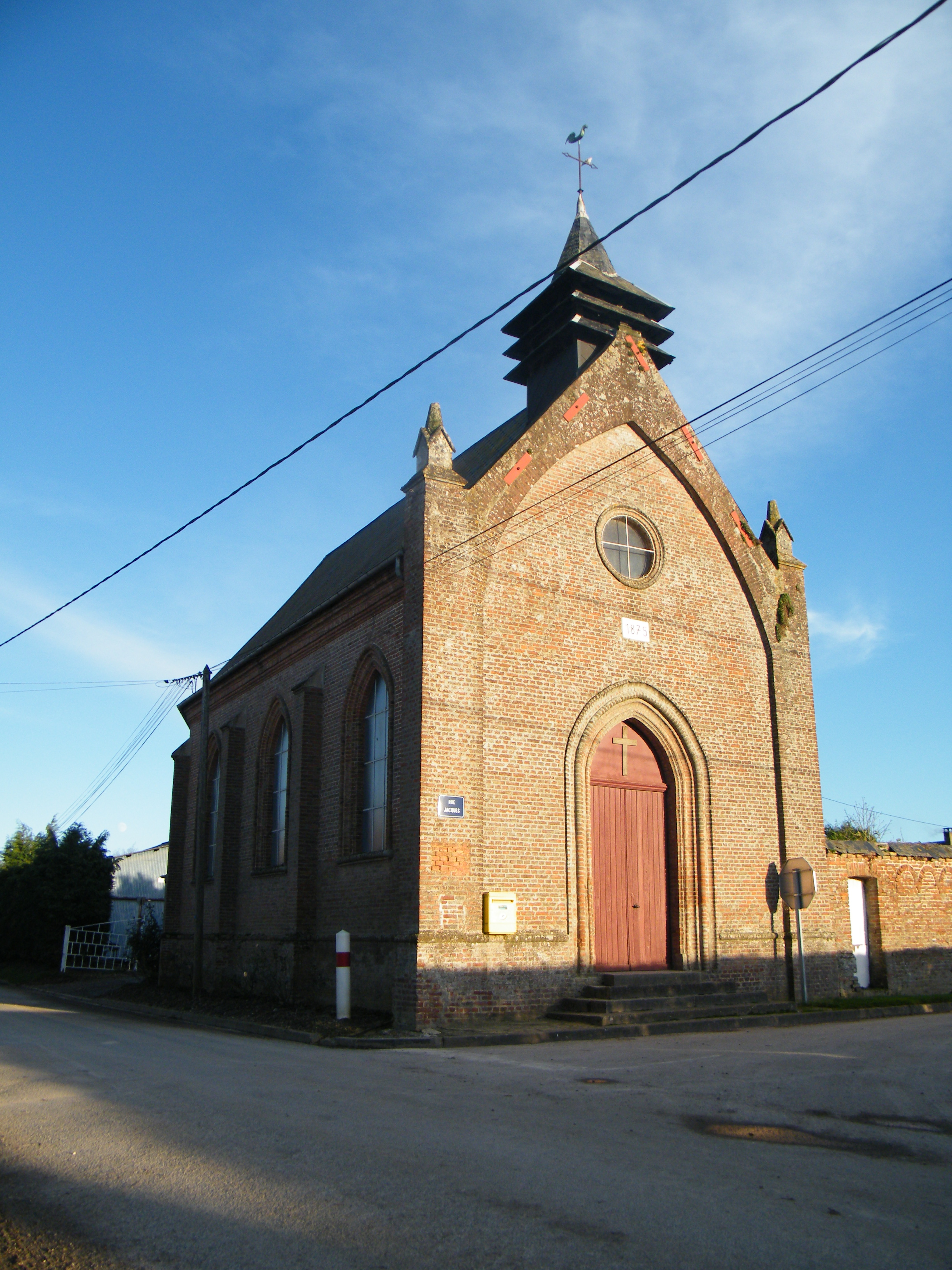
Kapelle in Le Fay

## Persönlichkeiten
- Marie-Jeanne d’Aumale (1683–1756), Sekretärin der Françoise d’Aubigné, marquise de Maintenon, der Mätresse von König Ludwig XIV. und Untergouvernante seiner Kinder, verbrachte ihren Lebensabend auf ihrem Gut in Vergies.